# Шиллаи, Ласло
Ласло Шиллаи (венг. Sillai László, 2 июня 1943 — 15 июня 2007) — венгерский борец греко-римского стиля, чемпион мира.

## Биография
Родился в 1943 году в Дарножели. В 1967 году выиграл чемпионат мира. В 1968 году занял 5-е место на чемпионате Европы и принял участие в Олимпийских играх в Мехико, но наград не завоевал. В 1970 году занял 4-е место на чемпионате Европы. На чемпионате мира 1970 года занял 5-е место.